# Spondylosoma
Spondylosoma (significa "vértebra corpo") é um gênero de afanossauro encontrado no Ladiniano, Triássico Médio, Formação Santa Maria no Brasil.
Estudos recentes avançados sobre a sua identidade, sugerindo ser Rauisuchia ou dinossauro Saurísquio basal. Se era um dinossauro, seria o mais antigo do Brasil.

## História
Friedrich von Huene baseou o gênero, em um fragmento pós-craniano, que atualmente está na Universidade de Tubinga.
Este esqueleto inclui dois dentes, duas vértebras cervicais, quatro vértebras dorsais, três vértebras sacrais, escápula, parte de um úmero, parte de um fêmur, e uma parte do púbis.
Com a descoberta do dinossauro basal Estauricossauro, Espondilosoma chamou a atenção como uma possível relação.
Galton (2000) classificou Spondylosoma como um membro de Rauisuchidae com base na orientação das costelas sacrais, embora isso tenha sido contestado por Langer (2004), que considerou possível saurischian. A descrição do Teleocrater avemetatarsaliano basal em 2017 mostrou que o Spondylosoma está intimamente relacionado ao Teleocrater e, portanto, um membro do Aphanosauria.